# Aljustrel (Fátima)
Aljustrel est un hameau de la paroisse de Fátima, situé dans la municipalité d'Ourém, district de Santarém, dans la province de Beira Litoral au Portugal. Il se trouve à environ 2 km du siège de la paroisse.
Aljustrel est particulièrement connu pour être le hameau natal de Lúcia dos Santos, Francisco Marto et Jacinthe Marto à qui apparurent les apparitions mariales de Fátima.

## Voies du hameau
| - Rua António dos Santos - Rua da Centeeira - Rua da Eirinha - Rua da Fonte da Caldeireira - Rua da Lomba - Rua das Cerejeiras - Rua de Aljustrel | - Rua do Poço - Rua dos Caneiros - Rua dos Pastorinhos - Rua dos Valinhos - Rua Francisco Ferreira Rosa - Rua Maria do Rosário - Travessa dos Caneiros |

## Galerie

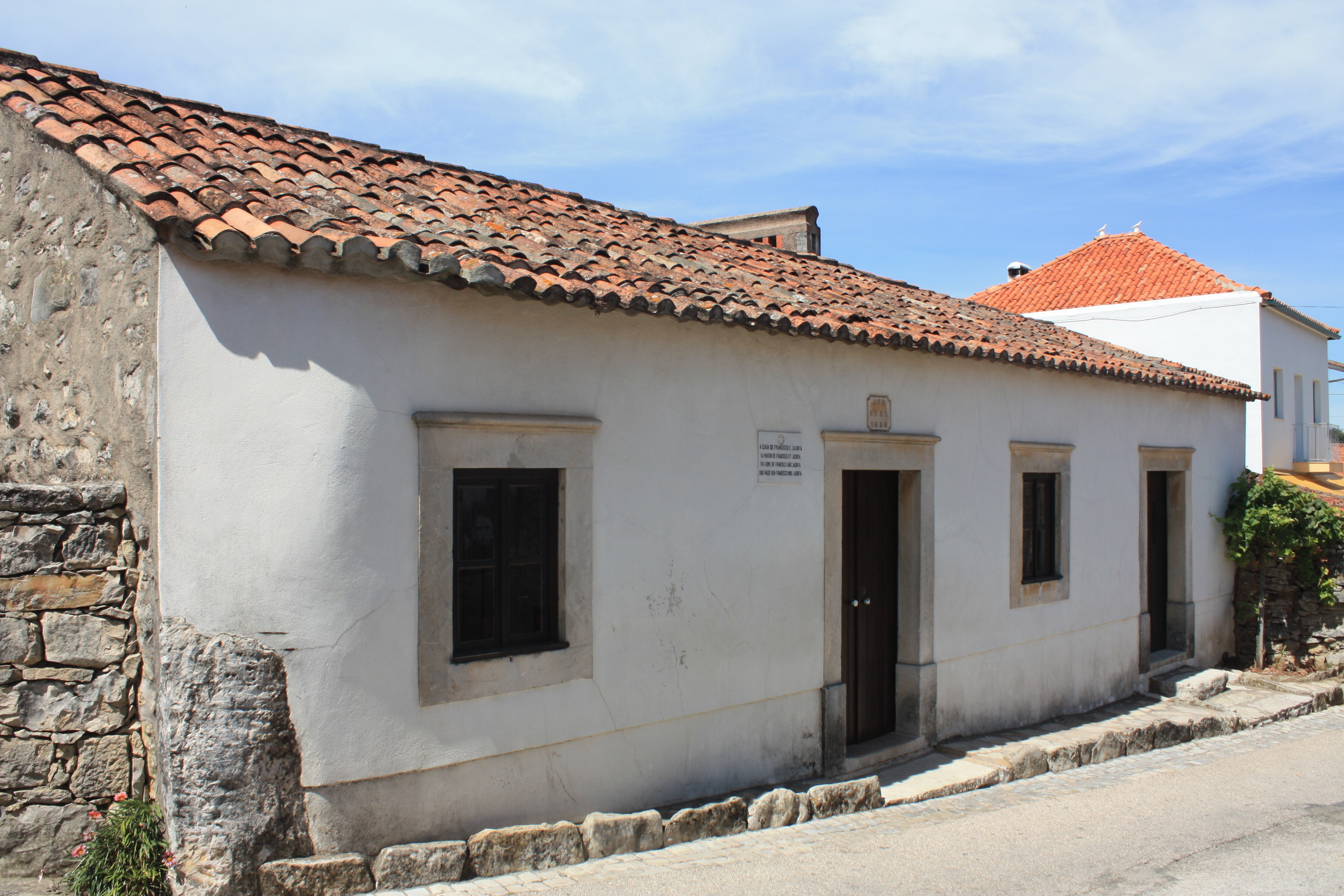
Maison natale de Francisco et Jacinthe Marto.
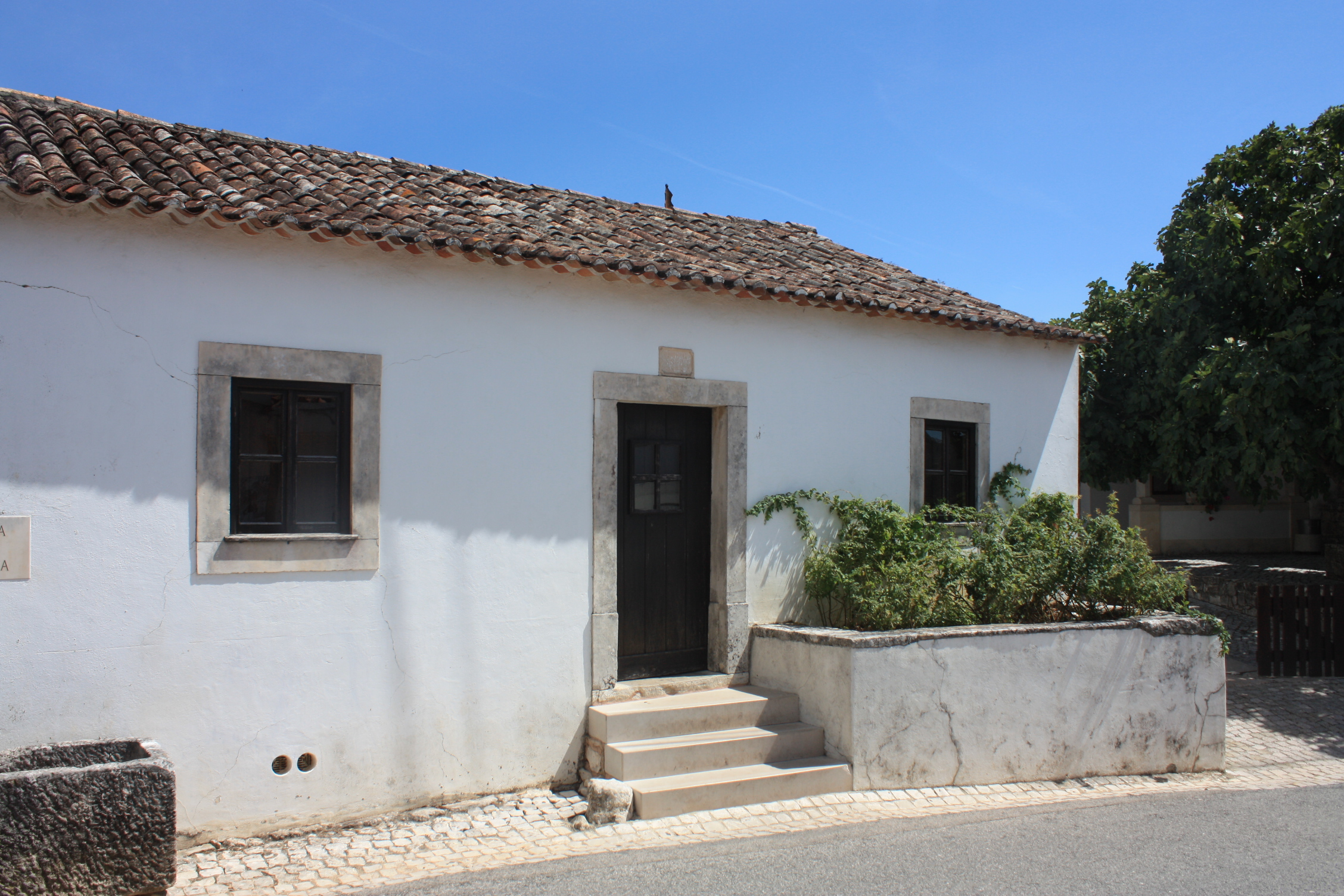
Maison natale de Lucie dos Santos.
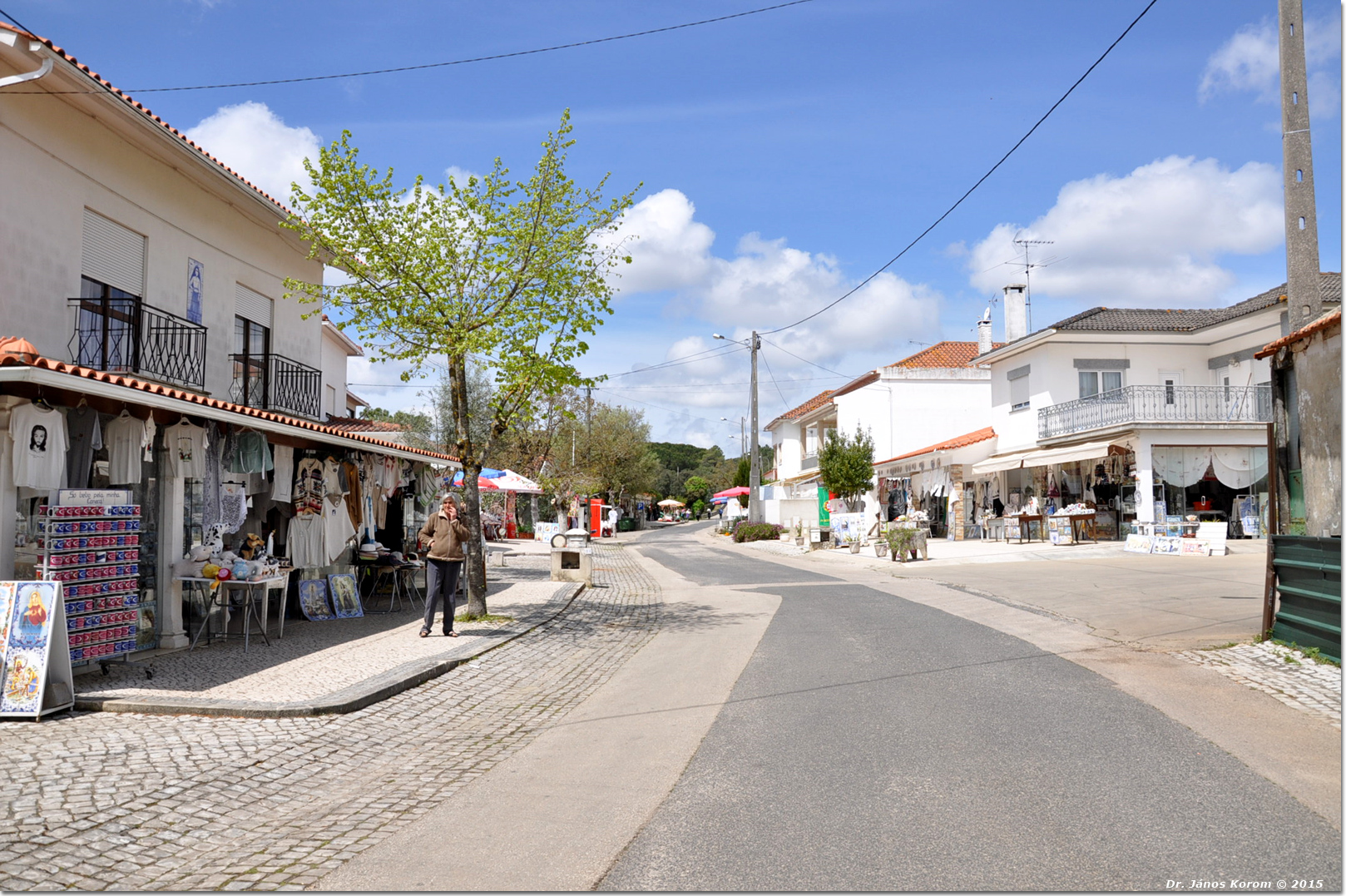
Rue du hameau.